# VF-1女武神

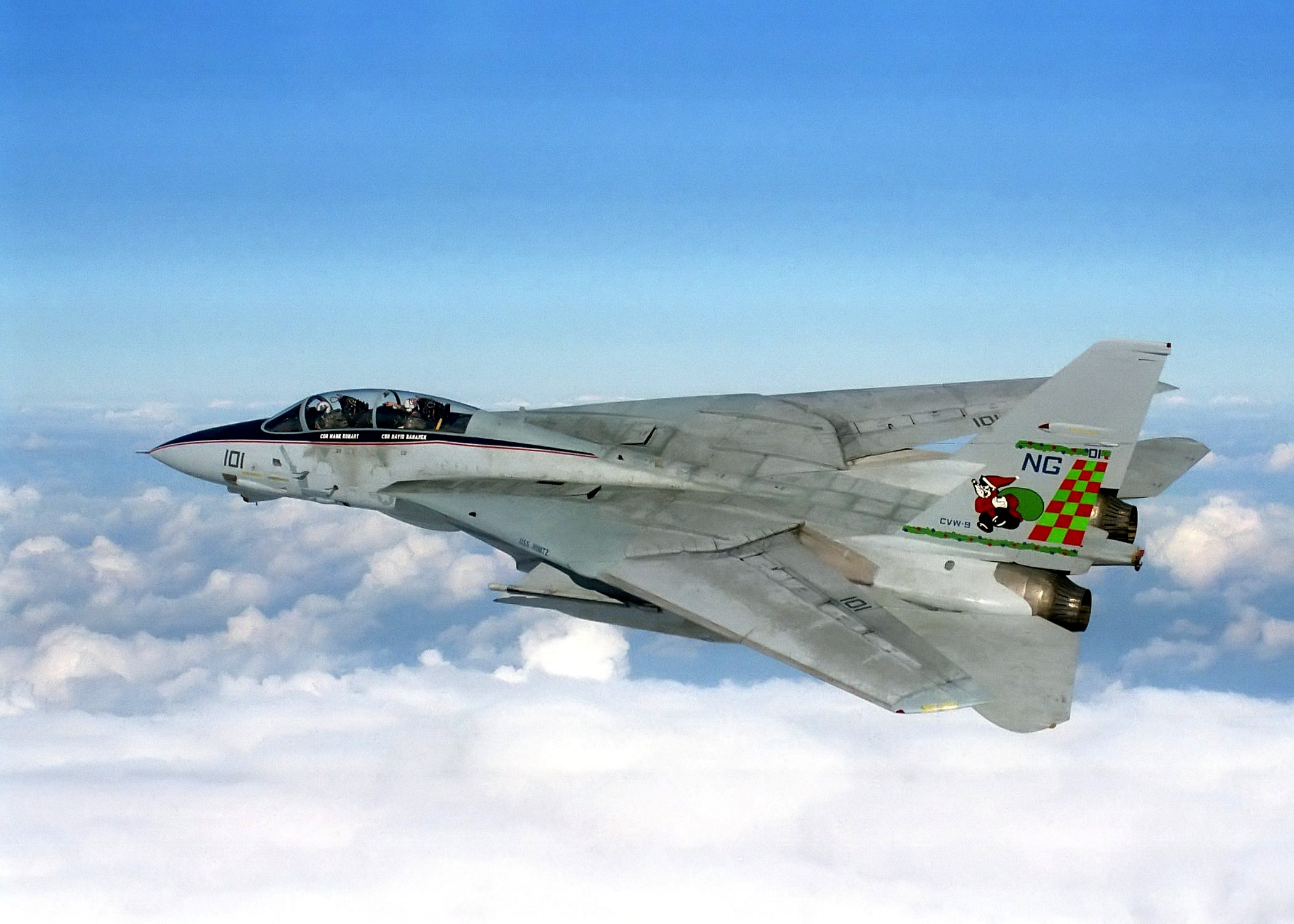
現實中美軍的F-14D雄貓式戰鬥機

VF-1女武神（Valkyrie）是日本科幻戰爭動畫《超時空要塞》及其美国改编版《太空堡垒》的第一部《麦可罗斯传奇》中地球統合軍第一種採用的熱核引擎的可變型戰鬥機，也是動畫中第一種登場的可變型戰鬥機，由製作兼機械設定河森正治設計，參考當時美國海軍最新式的F-14雄貓式戰鬥機修改而來，其命名則是引用北美公司在60年代生產的XB-70女武神三倍音速轟炸機。在80年代初期，其參考現役戰機修改而來的流線外型與仿照美國海軍機的塗裝，曾隨著超時空要塞中精彩的戰鬥場面風靡無數當時的年輕動漫畫迷與軍事迷。
在故事設定裡，這種飛機被廣泛發配於地球統合軍各單位，在並活躍於超時空要塞各系列作品中。儘管在21世紀20年代後逐步為VF-4閃電三式戰鬥機與VF-11雷霆式戰鬥機逐步取代，但是人們依舊以VF-1的代號「女武神」來稱呼這些後續的機種，並且在許多以21世紀中葉為故事背景的遊戲中，我們仍然可以看到這種飛機的蹤影。

## 起源
1999年外星隕石墜落地球。經調查後確認為外星文明所遺棄之太空船。與此同時也發現了身高約10公尺有可能為人類歷史上最大強敵的外星高等生物存在。為回應此項威脅，地球統合軍政府開始由外星太空船所獲得的OTM技術為基礎，積極開發與之對抗的新武器。經反覆論證後，決定開發一種能夠同時執行陸戰、海戰、空戰，且具備高機動性與任務彈性的武器平台。在如是的要求下，可變型戰鬥機開始進行研發作業。
然而，由於採用了太多先進與不確定的技術，在未完全掌握外星科技的狀況下，VF的開發並不是一帆風順的。小型熱核引擎就是一個例子。由於開發時程的推遲，又面臨與反統合軍戰爭及比統合軍更早投入可變型戰鬥機SV-51，致使第一代的可變型戰鬥機仍必須配備與現代飛機相同，使用石化燃料的渦輪扇發動機。
同時，又為了滿足種種相互矛盾的泛用性與共通性，更大幅增加了開發的困難，除開性能始終不使各方滿意外，機器性能的可靠性也始終無法提升，價格更是節節攀高。最後，其飛離價格甚至飆漲到傳統戰鬥機的20倍。此外，統合戰爭的進行，也分散了其開發資源。但是在需求孔急，且已沒有時間啟動新計畫的時間壓力下，各單位長官只能如同啞巴吃黃蓮，硬著頭皮把計畫進行下去。
不過，即使經過這樣昂貴且痛苦的合作後，結果終能令各方感到滿意。經過開發單位的努力不懈下，VF-X1第一號原型機終於在2007年2月進行了首次飛行，並在2008年11月開始發配部隊。不過在同年7月的南太平洋馬雅小島與反地球統合同盟殘餘部隊進行的遺跡爭奪戰中，地球統合軍其實已經將搭配EGF127傳統渦輪扇發動機的VF-0投入戰爭以對抗反地球統合同盟的精銳可變形戰機SV-51，初代馬克羅斯中的骷髏編隊，也在此時以配屬VF-0的小隊編制，投入遺跡爭奪戰

## 概說
本機的開發，大量採用了由馬克羅斯回收之外星科技。諸如變形系統及新的材料科技。也是地球統合軍第一種使用熱核噴射引擎的可變型戰鬥機。與過去使用石化燃料的渦輪引擎不同，熱核引擎直接將進氣於燃燒段加熱後噴出，故在大氣層內並不需攜帶傳統飛機所需之燃料，航程亦較過去獲得大幅提升，VF系列的戰機外殼皆採用《SWAG能量轉換型裝甲》利用熱核噴射引擎產生的能量強化機殼，使的原本輕薄的機殼具備有如重型坦克般強厚的裝甲，除了大大提昇女武神本身的防禦能力以外，也讓女武神在大氣層快速飛行中變形時能承受應力不至於被支解。
此外，除戰鬥機外，本機亦有為下兩種型態：
- 人型：這是為了執行地面戰鬥以及與巨人兵實行白刃戰而開發的型態。在大氣層中，這個型態，是本機速度最慢，機動性能最差的型態。但是在宇宙中，其手腳則可提供本機相當的靈活性能。

- 半人型：這是因為試飛事故所獲得的意外收穫，肇因於一次試飛當中的變形不完全。這次事故中，飛行員將變形不完全的飛機以這個樣子帶了回來，因而意外發現了這項功用。經之後的實驗，發現了這個這個型態的效用。在這個型態中，除可提供飛機在低速時的穩定性外，亦可用於短場／垂直起降（超時空要塞電影版中，行將滅頂的女主角明美就是被這個型態救了起來）。之後這個型態被賦予高翼地效應步行機的正式名稱。然而，一般人卻喜歡以步行鸡來稱呼它。

在此型態下，VF-1的最高速度僅止500km/h，雙腳行走速度則是100km/h
其他方面，VF-1在設計中，加入了手置節流閥與操縱桿的設計，飛行員可在雙手不離開操縱桿與油門的情況下選擇武器。其三型態的變化，則是藉由建構於操縱桿上的控制盤選擇（後期改良型中，則是直接以操縱桿控制）。同時，還大量採用了大型彩色多功能顯示器以取代傳統儀錶。以現今的標準，這樣的設計，已經是新一代戰鬥機的標準配備。而且其單具大型多功能顯示器的配置，也不如現代飛機來得便利。但是，在當時；這種玻璃座艙的概念，卻是相當前衛的設計；不論是在現實世界，抑或是在科幻故事中。

## 實戰
本機於2008年11月開始發配部隊。至隔年馬克羅斯進宙式時之時點，其已配備約千機。配備馬克羅斯航空聯隊者（包括其護衛航艦普羅米修斯號，突擊登陸艦ARMD-01、02號）共約400架左右，其他則分散配置給駐紮於地球各地與外星基地之航空聯隊，活躍於第一次宇宙大戰中。儘管其大多數使用單位皆覆滅於傑特拉帝軍的砲火下，但其在保衛馬克羅斯及對傑特拉帝軍機動要塞實施最後攻擊時亦有不可磨滅傑出的表現，並於日後成為地球統合軍的勝利象徵。
戰後，由於在地球上的生產線業已毀滅，只能靠著殘存於月球基地與其他宇宙殖民地的殘存零件拼合新機。不過，地球統合軍也知道這不是長久之計。2010年8月，生產線終於完成重整，開始製造新的機身與各種零件。地球生產線在2015年關閉，之後仍由許多殖民地工廠繼續生產。
第一次宇宙大戰後之後，大量的VF-1轉任各地的警察任務。由於對於地球人類生活的不適應，以及居高不下的失業問題，微小化的巨人在地球各地發動了暴動。在鎮壓這些暴動中，本機也有著卓越的表現。但是，畢竟對付的是自己的國民。這一段歷史，也算是這架飛機服役生涯中不算光彩的一頁。
2020年，地球統合軍對其VF-1機隊實施了一次主要提升與延壽。以更輕且更堅固的新結構更換了已老化的結構，並且換裝了新引擎，性能大幅提升。改裝後的VF-1，曾活躍於21世紀30年代中期對抗殘餘巨人軍基幹艦隊的戰役中。面對強敵，始終不見疲態。
然而，也就是在這時，VF-1也開始逐步退出現役。2020年，地球統合軍當局宣布以VF-4閃電式戰鬥機為其主力機種，並逐步汰除老舊的VF-1。2030年初，VF-11更是快速的取代了前兩者在軍中的地位，成為地球統合軍新一代主力戰鬥機。2040年，地球統合軍宣布汰除VF-1，正式結束了其31年光輝的服役生涯。

## 後續發展
儘管在2020年，地球統合軍宣布將以VF-4汰換VF-1。然而，事實上，由於種種的操作問題，新式的雷霆式戰鬥機從未能徹底汰換VF-1。事實上，除役後的VF-1大都被拿去大量配發許多的國民兵與邊防單位，繼續在這些B/C級部隊中，應付不預期的警察任務與低強度衝突。
此外，儘管地球政府單方面在2015年正式關閉VF-1的生產線。但是事實上，在此之後，許多的產能都被轉移到了分散在各個船團以及外星殖民地的工廠，繼續生產這種飛機。為此，這種飛機的生產總數，始終沒有一個定論。而這些下游工廠生產的飛機，又為適應諸多不同的任務環境而有多所更動，與官方的標準型亦有多所不同。
隨著後續VF-5000與VF-11的推出，加速了VF-1退出現役的腳步。退役的VF-1在卸除武器裝備或後為許多的私人收藏家購買，或移交給博物館，作為擺設、展品或私人交通工具。即使如此，由於地球統合軍殖民地太過龐大，使用VF-1的單位也太過眾多，新飛機的產量亦無法跟隨殖民地的擴張，而無法將其作1：1的汰換。甚至在2040年以後的衝突中；儘管性能已大幅超越前述所有飛機的VF-19也已問世，我們卻仍然可以看到這種飛機的蹤影。
也因為VF-1的名氣太過響亮，即使「女武神」是VF-1的代號，也被用來稱呼VF其他系列戰鬥機，使的「女武神」成為全體VF戰鬥機的代名詞，而這些非VF-1的戰鬥機本身的代號也只有研發開發單位在使用。
其實，真正無法使其汰換的原因，還是因為這種飛機的名氣實在太大。在許多觀眾的心中（或者，工作人員的心中？），明美與垂直尾翼上漆繪著海盜旗的VF-1，已成為了超時空要塞系列的象徵。為此，即使在後續系列故事背景中VF-1已是3/40年機齡的老舊裝備，但現實生活中的製作單位卻始終捨不得讓它退出現役。由此觀之，我們可以預見；在未來若仍有以21世紀中葉之後為故事背景的超時空要塞系列作品推出，我們還是可以繼續看到這架飛機的出現。

## 衍生型號

### 超時空要塞
- VF-X-1：VF-1原型實驗機，與對手VF-X-2競標勝出後改稱YVF-1A[1]，無頭部雷射砲。

- VF-0：將VF-X-1改裝投入實戰的實驗性量產機，採用傳統EGF127渦輪引擎而非日後的熱核引擎。

- VF-1A：正式量產機型，頭部配備一門毛瑟ROV-20雷射砲，曾授權新中洲與諾斯洛普生產。

- VF-1A+：與A型的頭部監視器有所差異而編為A+以區別。

- VF-1B：直接換裝VF-1S頭部的A型火力加強型。

- VF-1C：VF-1A的民間用型，多做為飛行員培育學校的訓練機。

- VF-1D：雙座型轉換訓練用教練機，仍保留原VF-1J之武裝。

- VF-1J：火力加強型，換裝九星重工製新型頭部莢艙，原先裝置於頭部的ROV-20雷射砲增為兩門，其他與VF-1A大致相同。由於這批改良型飛機全在日本工廠製造，故付與「J」之型號。

- VF-1S：由諾斯洛普生產之少量型號。大幅翻新航電設備，換裝推力更強的FF-2001D熱核引擎，頭部雷射砲增為四門。由於造價昂貴故產量不多，通常是分散配發於各中隊作為隊長機之用。

- VF-1X+：在SEGA遊戲VF-X中出現的型號。以新材料置換原有老化之結構，提升機體強度並延長壽命。換裝新型FF-2079J熱核引擎，使其擁有與VF-11一搏的本錢。

- VT-1：卸除原先VF-1所有武器裝備的純教練機型，座艙視野較戰鬥機型良好。

- VE-1：與VT-1使用相同機體的早期預警機，於機背加裝大型雷達天線以及電戰相關之多種裝備。

- VF-1AR／JR／SR：PC-E遊戲超時空要塞2036與超時空要塞：永遠的情歌中出現的特有機型，俗稱「攻擊型女武神」；是地球統合軍後來為了補足早年VF-1A/S/J等等機型的攻守兼備不足之處，而研發的「超進化型態之攻擊專用改良型」。

此款VF-1AR／JR／SR等等機型，除了機鼻部份較之前各型VF-1系列有所加長以外， 更還可加裝改良型可折角式噴射背包裝置「Super Pack II」，可以在機器人模式下透過偏轉推力來提高機動性，是VF-1AR／JR／SR等等機型的標準配備。
此外VF-1AR／JR／SR可以選擇並配備能從背後發射的「鷹身女妖」空對空飛彈、發射高穿透力強力能量彈「元素」、以及空對空飛彈「九頭蛇」等武裝。
而另外VF-1AR／JR／SR更還配備了「Siren」精確屏障系統，大大提供了VF-1AR／JR／SR等等新銳機型本身的預警、干擾能力。
- VF-1A-EVO／VF-1J-EVO／VF-1S-EVO：

- VF-1EX：在動畫第四作中出現的型號，駕駛艙附加了駕駛艙系統「EX-Gear」，為Δ小隊的練習機。

### 太空堡壘
在《太空堡垒》中，本型机的代号「VF-1」没有改变，但名称换成了「Veritech」。分A、D、J、R、S五个型号。
- Veritech VF-1A：标准量产型，绰号「小甜饼」。由于飞行员大部分为经验欠缺的新手，在面对天顶星人的战斗中常常是被欺负的对象，被天顶星人讥讽为「炮灰」。2014年后残存机被全部升级成为R型。
- Veritech VF-1D：双座教练机，也是瑞克·卡特第一次驾驶的变形战斗机，很少用于战场。
- Veritech VF-1J：队长机，一般由三人小队或中队长驾驶，瑞克·卡特担任小队长期间驾驶的「红色战斗机」便为此型号。2014年停产并升级为R型。
- Veritech VF-1R：后期升级型，头部加装独立式自动脉冲炮一门，并拥有对敌方导弹的自动追踪系统。
- Veritech VF-1S：为中队指挥官专门设计的机型，完全基于VF-1原型机的型号。先后由羅伊·弗克和瑞克·卡特驾驶的鼎鼎大名的「骷髅战机」便是这其中的1号机，也是最后唯一经过战火生存下来的S型。

在太空堡垒第二部《机器人统治者》的时代中，本型机已经完全被Veritech Logan「摇石」变形战斗机取代。

## 其它
- 原始設定中，單具FF-2001熱核引擎的推力只有11.27KNt；僅與F-5E所使用的J-85渦輪噴射引擎相仿。這樣的動力，不但無法提供空戰與短場／垂直起降時需要的強大推力，甚至連使其正常起飛都有困難！這項錯誤，直到21世紀後的追加設定中才被修正過來。

- 在設定資料中，官方號稱換裝新引擎的VF-1X+擁有足可與VF-11互角的性能。然而，同樣是根據官方的資料；即使換裝新引擎的VF-1X+，實際上的性能仍與VF-11有相當的一段差距。這樣的宣告，是言過其實了。

## 類似機種
- 海獵鷹式戰鬥轟炸機
- XFV-12
- YaK-141
- JSF-35
- VF-0

## 外部連結
- 官方網站（日文）
- Macross World （页面存档备份，存于）
- MAHQ（页面存档备份，存于）
- UN Spacy Database